# Arie Nicolaas Jan den Hollander
Arie Nicolaas Jan den Hollander (Rotterdam, 23 april 1906 – Amsterdam, 16 juni 1976) was een Nederlands socioloog en amerikanist.

## Opleiding en jonge jaren
Den Hollander was de enige zoon van Pleun den Hollander en Clasina Mighorst. Zijn vader was hoofd van een openbare lagere school in de Rotterdamse wijk Katendrecht. In 1914 verhuisde het gezin naar Amsterdam, waar zijn vader eerst schoolhoofd werd en later directeur van het weeshuis Inrichting voor Stadsbestedelingen.
Na het behalen van zijn diploma HBS-B studeerde hij sociografie aan de Gemeentelijke Universiteit van Amsterdam. Zijn doctoraalscriptie ging over 'Het moderne Egypte als landbouwland'. Na zijn afstuderen verwierf hij een promotiebeurs aan de Rockefeller Foundation voor zijn onderzoek onder arme landelijke blanken in het zuiden van de Verenigde Staten. Vanaf 1930 tot 1932 was hij als promovendus verbonden aan de Universiteit van North Carolina. In 1933 promoveerde hij cum laude.
Na zijn promotie was Den Hollander werkzaam als repetitor aan de universiteit, hij vertaalde onder pseudoniem romans, schreef voor tijdschriften en kranten en gaf cursussen aan de Volksuniversiteit. Tussen 1934 en 1936 verrichtte hij onderzoek naar nederzettingsvormen in de Grote Hongaarse Laagvlakte.

## Hoogleraar
Tijdens de Tweede Wereldoorlog werd hij, bij wijze van represaille voor bomaanslagen in Amsterdam, opgepakt en overgebracht naar Kamp Amersfoort, waar hij onder andere de hoogleraar Jan Romein leerde kennen. Het was Romein die in 1946 mede zorgde voor zijn benoeming tot hoogleraar in de sociologie aan de Gemeentelijke Universiteit van Amsterdam. In 1947 werd zijn leeropdracht uitgebreid met amerikanistiek. Hoogtepunt in zijn wetenschappelijke oeuvre is zijn boek Visie en Verwoording (1968), met onder andere essays over het ongerief van de taal en de kennisverwerving van andere volken. Zijn essays over Amerika bundelde hij in zijn boek Americana (1970).
Van 1947 tot 1960 was Den Hollander redacteur van het sociologisch tijdschrift "Mens en Maatschappij". Daarna bleef hij tot zijn overlijden lid van de redactieraad van dit tijdschrift.
In de zestiger jaren ontstond de behoefte bij studenten aan meer medezeggenschap bij de inhoud van studies aan universiteiten en hogescholen. Den Hollander was van mening dat democratisering en wetenschap onverenigbare grootheden zijn. In 1969 escaleerde dit verschil van mening doordat studenten zijn college verstoorden. Beide partijen stonden lijnrecht tegenover elkaar. Binnen de universiteit kreeg Den Hollander van alle kanten kritiek op zijn onverzoenlijke houding tegenover de studenten. Hij weigerde echter concessies te doen aan wat hij noemde 'luiheid en middelmatigheid'. Door zijn collega's voelde hij zich geschoffeerd en in de steek gelaten. Na het conflict stortte hij zich op het schrijven van boeken over het gewone en onconventionele Amerika, zoals de wereld van de 'muckrakers' (Amerikaanse journalisten die politieke en maatschappelijke schandalen aan de kaak stelden), een studie over Edgar Allan Poe en het Amerikaanse landstadje in de romanliteratuur en in de sociologie. Hij bleef actief als amerikanist.
Den Hollander overleed op 16 juni 1976 aan de gevolgen van een hartkwaal, kort voordat hij met emeritaat zou gaan.